# Färöische Fußballmeisterschaft 1991
Die Färöische Fußballmeisterschaft 1991 wurde in der 1. Deild genannten ersten färöischen Liga ausgetragen und war insgesamt die 49. Saison. Sie startete am 7. April 1991 und endete am 6. Oktober 1991.
Aufsteiger NSÍ Runavík kehrte nach zwei Jahren in die höchste Spielklasse zurück, SÍ Sumba war der 18. Teilnehmer dieser nach Einführung des Ligaspielbetriebs 1947. Meister wurde KÍ Klaksvík, die den Titel somit zum 16. Mal erringen konnten. Titelverteidiger HB Tórshavn landete auf dem sechsten Platz. Absteigen mussten hingegen MB Miðvágur nach zwei Jahren und SÍ Sumba nach einem Jahr Erstklassigkeit.
Im Vergleich zur Vorsaison verbesserte sich die Torquote auf 2,99 pro Spiel. Den höchsten Sieg erzielte HB Tórshavn mit einem 8:2 im Heimspiel gegen B36 Tórshavn am neunten Spieltag, was zugleich das torreichste Spiel darstellte.

## Modus
In der 1. Deild spielte jede Mannschaft an 18 Spieltagen jeweils zwei Mal gegen jede andere. Die punktbeste Mannschaft zu Saisonende stand als Meister dieser Liga fest, die letzten beiden Mannschaften stiegen in die 2. Deild ab. Erstmals war die Qualifikation für den Europapokal, welcher 1992/93 ausgespielt wurde, möglich.

## Saisonverlauf

### Meisterschaftsentscheidung
Einen perfekten Start mit sieben Siegen aus den ersten sieben Spielen erwischte B36 Tórshavn und setzte sich somit ab dem dritten Spieltag an die Spitze der Tabelle. Am achten Spieltag musste im Heimspiel gegen KÍ Klaksvík mit 0:3 die erste Niederlage hingenommen werden. Aus den nächsten fünf Spielen gelang nur ein Sieg, so musste am zwölften Spieltag nach der 2:3-Heimniederlage gegen VB Vágur erstmals die Tabellenführung an KÍ abgegeben werden. Diese starteten nur mit einem Sieg aus den ersten sechs Spielen und belegten daraufhin den siebten Platz, gewannen daraufhin jedoch sechs Spiele in Folge. Am 13. Spieltag verlor KÍ Klaksvík auswärts bei HB Tórshavn mit 2:3, während B36 Tórshavn beim 0:0 im Auswärtsspiel gegen B68 Toftir zumindest einen Punkt holte, was zum Platztausch beider Mannschaften führte. In den folgenden drei Spielen folgten für beide Teams jeweils zwei Siege und ein Unentschieden. Am 17. Spieltag trafen KÍ und B36 im direkten Duell aufeinander, welches die Mannschaft aus Klaksvík im eigenen Stadion mit 3:0 für sich entscheiden konnte und die Tabellenführung somit wieder wechselte. Der Vorsprung betrug nur einen Punkt bei einer um vier Tore besseren Tordifferenz. Am entscheidenden letzten Spieltag verlor KÍ Klaksvík verlor sein Auswärtsspiel bei GÍ Gøta mit 1:2. Nach dem Ausgleich für KÍ in der 68. Minute markierte GÍ vier Minuten später den Endstand. Nun musste der Zweitplatzierte B36 Tórshavn unbedingt gewinnen, erreichte im Heimspiel gegen HB Tórshavn jedoch nur ein 1:1, somit waren beide Mannschaften punktgleich. Den Rückstand in der 59. Minute konnte B36 vier Minuten später zwar ausgleichen, zu mehr reichte es jedoch nicht. Aufgrund der besseren Tordifferenz blieb KÍ Klaksvík somit auf dem ersten Platz.

### Abstiegskampf
SÍ Sumba feierte am zweiten Spieltag mit einem 3:1 im Auswärtsspiel gegen HB Tórshavn den ersten Sieg. Auf den zweiten Sieg musste jedoch lange gewartet werden, dieser erfolgte erst am 14. Spieltag beim 3:2 im Heimspiel gegen B68 Toftir. Für den Klassenerhalt kam dies fiel zu spät, denn bereits mit der 1:3-Niederlage im Heimspiel gegen B36 Tórshavn im folgenden Spiel stand der Abstieg fest, nachdem ab dem siebten Spieltag durchgängig der letzte Platz belegt wurde. Ein Sieg hätte noch die theoretische Chance gewahrt, was den direkten Konkurrenten NSÍ Runavík als auch B68 Toftir, die vor dem Spieltag jeweils sieben Punkte entfernt waren, in ihren Heimspielen mit einem 2:0 gegen MB Miðvágur beziehungsweise einem 0:0 gegen KÍ Klaksvík gelang und den Abstand somit uneinholbar vergrößern konnten.
B68 Toftir fand sich nach dem dritten Spieltag am Tabellenende wieder, welcher am siebten Spieltag durch ein 2:2 im Heimspiel gegen GÍ Gøta verlassen werden konnte. Im nächsten Spiel gelang mit dem 1:0 im Auswärtsspiel gegen VB Vágur der erste Sieg, bis zum elften Spieltag blieb die Mannschaft jedoch auf dem vorletzten Platz. In sechs Spielen vom achten bis zum 13. Spieltag kassierte B68 nur ein einziges Gegentor, drei Tore in dieser Zeit reichten für drei Siege, so dass die Abstiegszone am zwölften Spieltag wieder verlassen werden konnte. In den restlichen Spielen gelang nur ein weiterer Sieg, doch mit diesem 3:0 im Heimspiel am 17. Spieltag gegen VB Vágur sicherte sich B68 Toftir den endgültigen Klassenerhalt, letztendlich belegte die Mannschaft den siebten Platz.
MB Miðvágur war durch ein 3:0 im Heimspiel gegen SÍ Sumba der erste Tabellenführer. Zwei Niederlagen sowie drei Spiele ohne ein einziges Tor aus den nächsten vier Spielen führten zum allmählichen Absturz. Durch einzelne Siege wurde zwar am zehnten Spieltag noch der vierte Platz belegt, der Vorsprung vor dem neunten Platz betrug zu diesem Zeitpunkt jedoch lediglich zwei Punkte. Die nächsten fünf Spiele wurden allesamt verloren, nach den Spielen des zwölften Spieltags belegte MB den neunten Platz, welcher auch nicht mehr verlassen werden konnte, da auch in den letzten Spielen kein Sieg mehr heraussprang. Nach dem vorletzten Spieltag stand der Abstieg fest. Der direkte Konkurrent B68 Toftir konnte das Heimspiel gegen VB Vágur mit 3:0 gewinnen, während MB Miðvágur das Auswärtsspiel gegen TB Tvøroyri mit 0:2 verlor und somit den Abstand nicht mehr wettmachen konnte.

## Abschlusstabelle
| Pl. | Verein          | Sp. | S  | U | N  | Tore    | Diff. | Punkte |
| --- | --------------- | --- | -- | - | -- | ------- | ----- | ------ |
| 1.  | KÍ Klaksvík (P) | 18  | 10 | 4 | 4  | 031:190 | +12   | 24:12  |
| 2.  | B36 Tórshavn    | 18  | 10 | 4 | 4  | 037:280 | +9    | 24:12  |
| 3.  | GÍ Gøta         | 18  | 10 | 3 | 5  | 038:270 | +11   | 23:13  |
| 4.  | VB Vágur        | 18  | 10 | 3 | 5  | 029:190 | +10   | 23:13  |
| 5.  | TB Tvøroyri     | 18  | 9  | 2 | 7  | 029:220 | +7    | 20:16  |
| 6.  | HB Tórshavn (M) | 18  | 7  | 4 | 7  | 037:290 | +8    | 18:18  |
| 7.  | B68 Toftir      | 18  | 4  | 8 | 6  | 017:210 | −4    | 16:20  |
| 8.  | NSÍ Runavík (N) | 18  | 6  | 3 | 9  | 018:250 | −7    | 15:21  |
| 9.  | MB Miðvágur     | 18  | 4  | 4 | 10 | 014:280 | −14   | 12:24  |
| 10. | SÍ Sumba (N)    | 18  | 2  | 1 | 15 | 019:510 | −32   | 05:31  |

Platzierungskriterien: 1. Punkte – 2. Tordifferenz – 3. geschossene Tore

| (M) | Meister des Vorjahrs           |
| (P) | Pokalsieger des Vorjahrs       |
| (N) | Neuaufsteiger aus der 2. Deild |

## Spiele und Ergebnisse
|              | B36 | B68 | GÍ  | HB  | KÍ  | MB  | NSÍ | Sumba | TB  | VB  |
| ------------ | --- | --- | --- | --- | --- | --- | --- | ----- | --- | --- |
| B36 Tórshavn |     | 3:0 | 3:2 | 1:1 | 0:3 | 6:0 | 1:1 | 2:1   | 5:2 | 2:3 |
| B68 Toftir   | 0:0 |     | 2:2 | 0:2 | 0:0 | 1:0 | 0:1 | 2:2   | 1:0 | 3:0 |
| GÍ Gøta      | 2:3 | 2:1 |     | 4:3 | 2:1 | 3:0 | 1:3 | 3:0   | 0:0 | 2:2 |
| HB Tórshavn  | 8:2 | 0:0 | 2:4 |     | 3:2 | 4:0 | 2:0 | 1:3   | 1:2 | 1:2 |
| KÍ Klaksvík  | 3:0 | 1:1 | 2:1 | 3:2 |     | 0:0 | 3:2 | 3:1   | 2:1 | 1:0 |
| MB Miðvágur  | 0:2 | 1:1 | 1:2 | 0:0 | 1:2 |     | 1:0 | 3:0   | 1:0 | 2:3 |
| NSÍ Runavík  | 0:2 | 1:1 | 0:2 | 0:0 | 1:0 | 2:0 |     | 3:1   | 1:2 | 0:3 |
| SÍ Sumba     | 1:3 | 3:2 | 1:3 | 1:4 | 1:3 | 0:4 | 1:2 |       | 1:3 | 1:2 |
| TB Tvøroyri  | 0:0 | 3:1 | 2:3 | 4:1 | 1:0 | 2:0 | 3:1 | 4:1   |     | 0:2 |
| VB Vágur     | 1:2 | 0:1 | 1:0 | 1:2 | 2:2 | 0:0 | 2:0 | 4:0   | 1:0 |     |

## Torschützenliste
Bei gleicher Anzahl von Treffern sind die Spieler nach dem Nachnamen alphabetisch geordnet.
| Platz | Spieler                 | Mannschaft   | Tore |
| ----- | ----------------------- | ------------ | ---- |
| 1     | Símun Petur Justinussen | GÍ Gøta      | 15   |
| 2     | Gunnar Mohr             | HB Tórshavn  | 13   |
| 3     | Kári Reynheim           | B36 Tórshavn | 11   |
| 4     | Jan Allan Müller        | VB Vágur     | 10   |
| 5     | Uni Arge                | HB Tórshavn  | 09   |
| 5     | Todi Jónsson            | KÍ Klaksvík  | 09   |
| 7     | Bogi Johannesen         | TB Tvøroyri  | 07   |
| 7     | Birgir Jørgensen        | MB Miðvágur  | 07   |
| 9     | Magni Jarnskor          | GÍ Gøta      | 06   |
| 9     | Egill Steinþórsson      | VB Vágur     | 06   |

Dies war nach 1985, 1986 und 1987 der vierte Titel für Símun Petur Justinussen.

## Trainer
| Mannschaft   | Trainer            | Spieltage |
| ------------ | ------------------ | --------- |
| B36 Tórshavn | Petur Simonsen     | 01–18     |
| B68 Toftir   | Jan Kaczynski      | 01–18     |
| GÍ Gøta      | Jóhan Nielsen      | 01–18     |
| HB Tórshavn  | Jógvan Norðbúð     | 01–18     |
| KÍ Klaksvík  | Petur Mohr         | 01–18     |
| MB Miðvágur  | Páll Fróði Joensen | 01–18     |
| NSÍ Runavík  | Bobby Bolton       | 01–18     |
| SÍ Sumba     | Magni Eystan Á     | 01–18     |
| TB Tvøroyri  | Finn Røntved       | 01–18     |
| VB Vágur     | Jóannes Jakobsen   | 01–18     |

Während der gesamten Saison gab es keine Trainerwechsel.

## Spielstätten
In Klammern sind bei mehreren aufgeführten Stadien die Anzahl der dort ausgetragenen Spiele angegeben.
| Mannschaft   | Stadion         |            |
| ------------ | --------------- | ---------- |
| B36 Tórshavn | Gundadalur      | Tórshavn   |
| B68 Toftir   | Svangaskarð     | Toftir     |
| GÍ Gøta      | Sarpugerði      | Norðragøta |
| HB Tórshavn  | Gundadalur      | Tórshavn   |
| KÍ Klaksvík  | Við Djúpumýrar  | Klaksvík   |
| MB Miðvágur  | Við Kirkjar     | Miðvágur   |
| NSÍ Runavík  | Við Løkin       | Runavík    |
| SÍ Sumba     | Á Eiðinum (2)   | Vágur      |
| SÍ Sumba     | Sevmýri (1)     | Tvøroyri   |
| SÍ Sumba     | Á Krossinum (6) | Sumba      |
| TB Tvøroyri  | Sevmýri         | Tvøroyri   |
| VB Vágur     | Á Eiðinum       | Vágur      |

## Schiedsrichter
Folgende Schiedsrichter, darunter einer aus Dänemark, leiteten die 90 Erstligaspiele:
| Name                    | Stammverein     | Spiele |
| ----------------------- | --------------- | ------ |
| Niklas á Líðarenda      | GÍ Gøta         | 12     |
| Jóhan Carl Dam          | HB Tórshavn     | 10     |
| Baldvin Baldvinsson     | B36 Tórshavn    | 09     |
| Nemus Napoleon Djurhuus | HB Tórshavn     | 09     |
| Jóhan Petur Olgarsson   | Royn Hvalba     | 09     |
| Hans Henrik Bøttger     | Dänemark        | 08     |
| Sjúrður Norðbúð         | B36 Tórshavn    | 08     |
| Herman Midjord          | ÍF Fuglafjørður | 07     |
| Kim Ejdesgaard          | Fram Tórshavn   | 06     |
| Birgir Sondum           | B36 Tórshavn    | 06     |
| Petur Erhard Kjærbo     | SÍ Sumba        | 04     |
| Lassin Isaksen          | KÍ Klaksvík     | 02     |

## Die Meistermannschaft
In Klammern sind die Anzahl der Einsätze sowie die dabei erzielten Tore genannt.
| 1. | KÍ Klaksvík |
|    | Sámal Eyðfinn Akursmørk (18/0) \| Jan Andreasen (10/0) \| Finn Baldvinsson (1/0) \| Harley Bertholdsen (9/2) \| Olgar Danielsen (12/2) \| Petur Ovi Ellingsgaard (12/0) \| Stig Elttør (8/2) \| Andrew Hansen (2/0) \| Heini Hansen (1/0) \| John Hansen (6/0) \| Allan Joensen (2/0) \| Arnold Joensen (11/3) \| Jan Joensen (17/0) \| John William Joensen (1/0) \| Petur Hans Joensen (8/4) \| Aksel Johannesen (9/1) \| Todi Jónsson (17/9) \| Eyðun Klakstein (2/0) \| Jákup Mikkelsen (18/0) \| Allan Mørkøre (15/3) \| Kurt Mørkøre (15/3) \| Bjarne Olsen (5/0) \| Beinur Poulsen (7/0) \| Karl Marius Poulsen (6/1) \| Trúgvi H. Poulsen (9/1) \| Fríðin Ziskason (3/0) ohne Einsatz: Marni Isaksen \| Jógvan H. Jacobsen \| Jákup Oluf á Lakjuni \| Petur Mohr \| Poul Juul Wilhelmsen - Trainer: Petur Mohr |

## Nationaler Pokal
Im Landespokal gewann B36 Tórshavn mit 1:0 gegen HB Tórshavn. Meister KÍ Klaksvík schied in der 1. Runde mit 1:2 gegen SÍF Sandavágur aus.